# Margaretha van Dampierre
Margaretha van Dampierre (ca. 1251 — 3 juli 1285) was een hertogin van Brabant.

## Leven
Margaretha was een dochter van Gwijde van Dampierre, graaf van Vlaanderen en Namen, en diens eerste vrouw Mathilde de Béthune. Ze was omstreeks 1266 verloofd met Pieter van Bretagne († 1268), heer van Dinan etc., tweede zoon van hertog Jan I van Bretagne, of rond 1256 met Floris de Voogd († 1258). In elk geval ging het huwelijk niet door omdat de bruidegom kort na de verloving stierf.
In 1273 trouwde Margaretha uiteindelijk met Jan I, hertog van Brabant († 1294), die kort voordien zijn eerste gemalin Margaretha van Frankrijk, dochter van koning Lodewijk IX, verloren had.
Het paar kreeg vier kinderen:
- Godfried (1273/74 - na 1283)
- Jan II van Brabant (27 september 1275 - 27 oktober 1312)
- Margaretha van Brabant (4 oktober 1276 - 14 december 1311), die in 1292 huwde met de latere Rooms-Duitse koning Hendrik VII
- Maria van Brabant (ca. 1278 - 2 november 1338), die in 1297 huwde met graaf Amadeus V van Savoye.

Op 3 juli 1285 stierf Margaretha van Vlaanderen. Ze werd begraven in de franciscanerkerk van Brussel, waar later ook haar echtgenoot zijn laatste rustplaats vond.

## Voorouders
| Voorouders van Margaretha van Dampierre (1251-1285) | Voorouders van Margaretha van Dampierre (1251-1285)                                 | Voorouders van Margaretha van Dampierre (1251-1285)                                 | Voorouders van Margaretha van Dampierre (1251-1285)                                 | Voorouders van Margaretha van Dampierre (1251-1285)                                 | Voorouders van Margaretha van Dampierre (1251-1285)                    | Voorouders van Margaretha van Dampierre (1251-1285)                    | Voorouders van Margaretha van Dampierre (1251-1285)                    | Voorouders van Margaretha van Dampierre (1251-1285)                    |
| --------------------------------------------------- | ----------------------------------------------------------------------------------- | ----------------------------------------------------------------------------------- | ----------------------------------------------------------------------------------- | ----------------------------------------------------------------------------------- | ---------------------------------------------------------------------- | ---------------------------------------------------------------------- | ---------------------------------------------------------------------- | ---------------------------------------------------------------------- |
| Overgrootouders                                     | Gwijde II van Dampierre (?-1216) ∞ Mathilde I van Bourbon (1165-1228)               | Gwijde II van Dampierre (?-1216) ∞ Mathilde I van Bourbon (1165-1228)               | Boudewijn I van Constantinopel (1171-1205) ∞ Maria van Champagne (1174-1204)        | Boudewijn I van Constantinopel (1171-1205) ∞ Maria van Champagne (1174-1204)        | Willem II van Béthune (?-1214) ∞ Machteld van Dendermonde (?-1224)     | Willem II van Béthune (?-1214) ∞ Machteld van Dendermonde (?-1224)     | Arnaud de Morialmez ∞ Elisabeth van Morialmez                          | Arnaud de Morialmez ∞ Elisabeth van Morialmez                          |
| Grootouders                                         | Willem II van Dampierre (1196-1231) ∞ 1223 Margaretha II van Vlaanderen (1202-1280) | Willem II van Dampierre (1196-1231) ∞ 1223 Margaretha II van Vlaanderen (1202-1280) | Willem II van Dampierre (1196-1231) ∞ 1223 Margaretha II van Vlaanderen (1202-1280) | Willem II van Dampierre (1196-1231) ∞ 1223 Margaretha II van Vlaanderen (1202-1280) | Robrecht VII van Béthune (1200-1248) ∞ Johanna van Bailleul            | Robrecht VII van Béthune (1200-1248) ∞ Johanna van Bailleul            | Robrecht VII van Béthune (1200-1248) ∞ Johanna van Bailleul            | Robrecht VII van Béthune (1200-1248) ∞ Johanna van Bailleul            |
| Ouders                                              | Gwijde van Dampierre (1226-1305) ∞ 1246 Mathilde van Béthune (?-1263))              | Gwijde van Dampierre (1226-1305) ∞ 1246 Mathilde van Béthune (?-1263))              | Gwijde van Dampierre (1226-1305) ∞ 1246 Mathilde van Béthune (?-1263))              | Gwijde van Dampierre (1226-1305) ∞ 1246 Mathilde van Béthune (?-1263))              | Gwijde van Dampierre (1226-1305) ∞ 1246 Mathilde van Béthune (?-1263)) | Gwijde van Dampierre (1226-1305) ∞ 1246 Mathilde van Béthune (?-1263)) | Gwijde van Dampierre (1226-1305) ∞ 1246 Mathilde van Béthune (?-1263)) | Gwijde van Dampierre (1226-1305) ∞ 1246 Mathilde van Béthune (?-1263)) |